# Monomyth
Monomyth is een Nederlandse rockband uit Den Haag die in 2011 is opgericht.

## Geschiedenis
De band werd opgericht door bassist Selwyn Slop (onder andere van Incense, Lucid en Polar Exploration Ship) en drummer Sander Evers (onder andere van 35007 en Gomer Pyle). Daarnaast bestaat de band uit Peter van der Meer (toetsen, gitaar), Tjerk Stoop (digitale instrumenten, gitaar) en Boudewijn Bonebakker (gitaren). Op 11 oktober 2017 kondigde Monomyth aan dat Thomas van den Reydt besloot te stoppen met de band. Hij wordt opgevolgd door Boudewijn Bonebakker, bekend van Gorefest en Gingerpig.
De band speelt een mengeling van genres als spacerock, stonerrock en krautrock. Een eerste optreden vond plaats op 24 maart 2012 in het Tilburgse 013, in het voorprogramma van The Machine. Daarna speelde de band op festivals in binnen- als buitenland zoals Yellowstock Winterfest in België en Monsters Of Närmberch in Duitsland.
In september 2013 verscheen het eerste, titelloze, album via Burning World Records. Later maakt de band de overstap naar Suburban Records, alwaar in september 2014 het tweede album, Further, verscheen. Met Further stond de band kort in de Album Top 100 (hoogste positie nummer 48) en ook een aantal weken in de Vinyl Top 50 (hoogste positie nummer 10).
Op 18 maart 2016 verschijnt het derde album Exo via Suburban Records. Met Exo staat de band enkele weken in de Vinyl Top 50 met nummer 16 als hoogste notering. De promotietour rondom Exo brengt de band voor optredens in Duitsland, België, Engeland en Nederland.
18 april 2016 stond de band op het Imagine Filmfestival van dat jaar. Men speelde daar een speciaal op de in 2014 op 4K gerestaureerde stomme cult-klassieker Das Cabinet des Dr. Caligari afgestemde soundtrack Deze gerestaureerde versie beleefde die dag een Nederlandse première op groot doek. De muziek werd live ten gehore gebracht beneden het doek zoals men vroeger wel deed bij een Stomme film in de orkestbak.
Eind oktober 2018 kondigde Monomyth aan de opnames van het nieuwe album te hebben afgerond en kwam, uniek voor de band, een teaser nummer "Aquilo" uit, exclusief via Youtube te beluisteren. Het vierde album 'Orbis Quadrantis' (via Suburban Records) staat gepland voor september 2019. Dit album zal voor het eerst artwork dragen van de Eindhovense artiest Erik Vermeulen en gitaarwerk van Boudewijn Bonebakker.
30 januari 2020 werd middels de nieuwsbrief van de band medegedeeld dat mede-oprichter en basgitarist Selwyn Slop de band na goed overleg heeft verlaten. De artistieke en muzikale wegen waren uiteen aan het lopen en met de blik vooruit werd besloten dat dit het beste was. Slop zal zich richten op zijn nieuwe uitdaging in de Haagse band Ozma. Opvolger bij Monomyth is bassist Jason van den Bergh, bekend van The Howl Ensemble.

## Discografie

### Albums
- 2013 - Monomyth
- 2014 - Further
- 2016 - Exo
- 2019 - Orbis Quadrantis

### Singles
- 2012 - "Vanderwaalskrachten"